# (43999) Gramigna
(43999) Gramigna est un astéroïde de la ceinture principale.

## Description
(43999) Gramigna est un astéroïde de la ceinture principale. Il fut découvert le 31 août 1997 à Pianoro par Vittorio Goretti. Il présente une orbite caractérisée par un demi-grand axe de 2,14 UA, une excentricité de 0,06 et une inclinaison de 1,6° par rapport à l'écliptique.

## Compléments